# Viện Scripps
Viện Scripps là một trường Đại học Khai phóng chỉ giảng dạy cho nữ giới. Đặt tại Claremont, California, Scripps được thành lập vào năm 1926 và đã tuyển sinh 989 sinh viên vào năm 2017. Là một thành viên của Liên minh Đại học Claremont, Scripps được biết đến với chương trình giảng dạy cốt lõi liên ngành rộng lớn và khuôn viên trường có lịch sử lâu đời.
Scripps là một tổ chức giáo dục đại học với trọng tâm là nhân văn và giáo dục liên ngành. Trường là một nơi đào tạo ra nhiều sinh viên Fulbright nhất Hoa Kỳ.
Scripps thường được mô tả là một trong những trường đại học đẹp nhất nước Mỹ và được liệt kê trong Sổ đăng ký Địa danh Lịch sử Quốc gia. Trong ấn bản 2017 về danh sách 379 Đại học tốt nhất tại Mỹ, Tạp chí Princeton đã ca ngợi đây là một trong 12 trường đẹp nhất Hoa Kỳ và đã được chứng thực bởi Forbes, US News & World Report, Huffington Post.

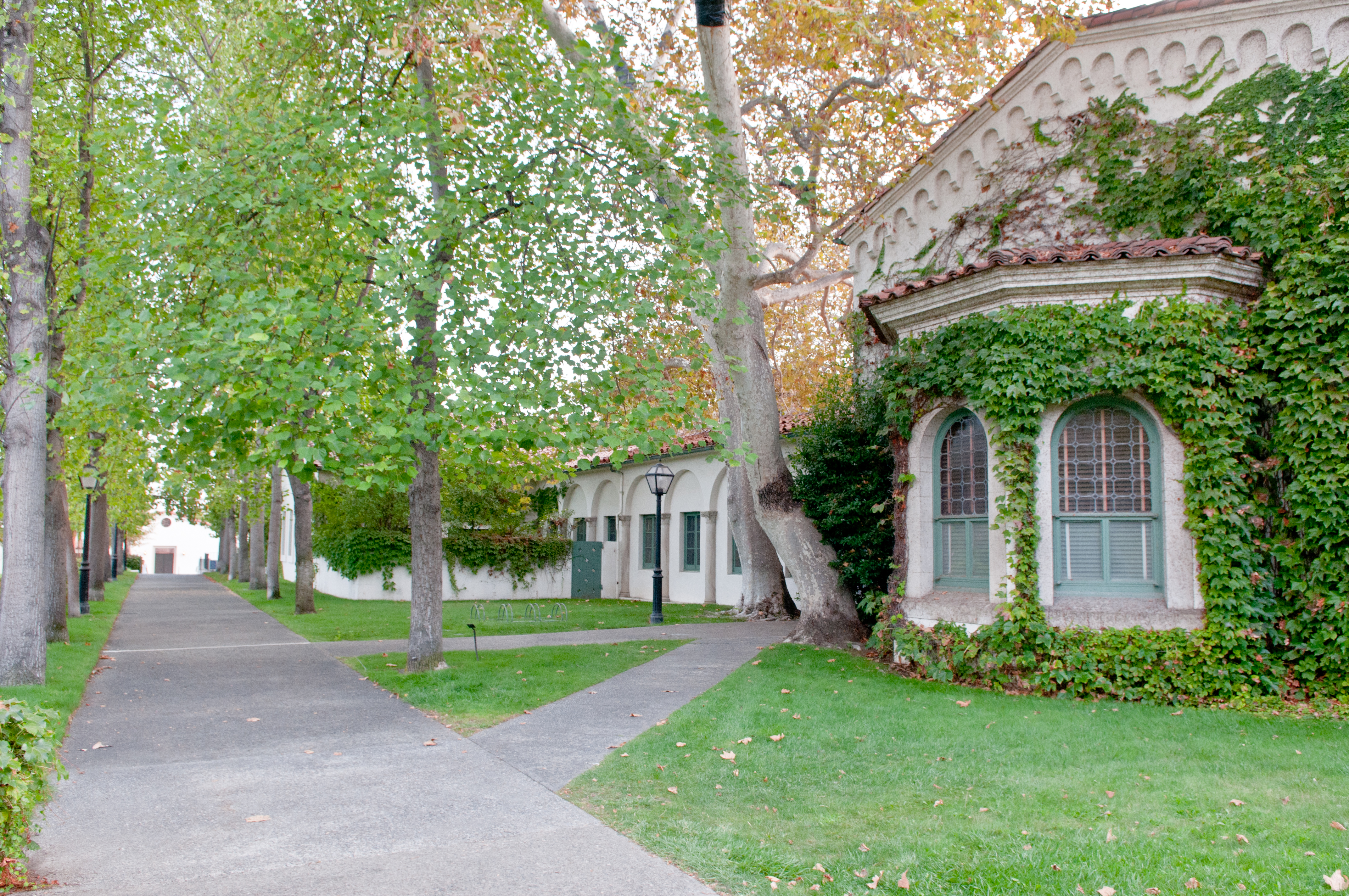
Hội trường Balch

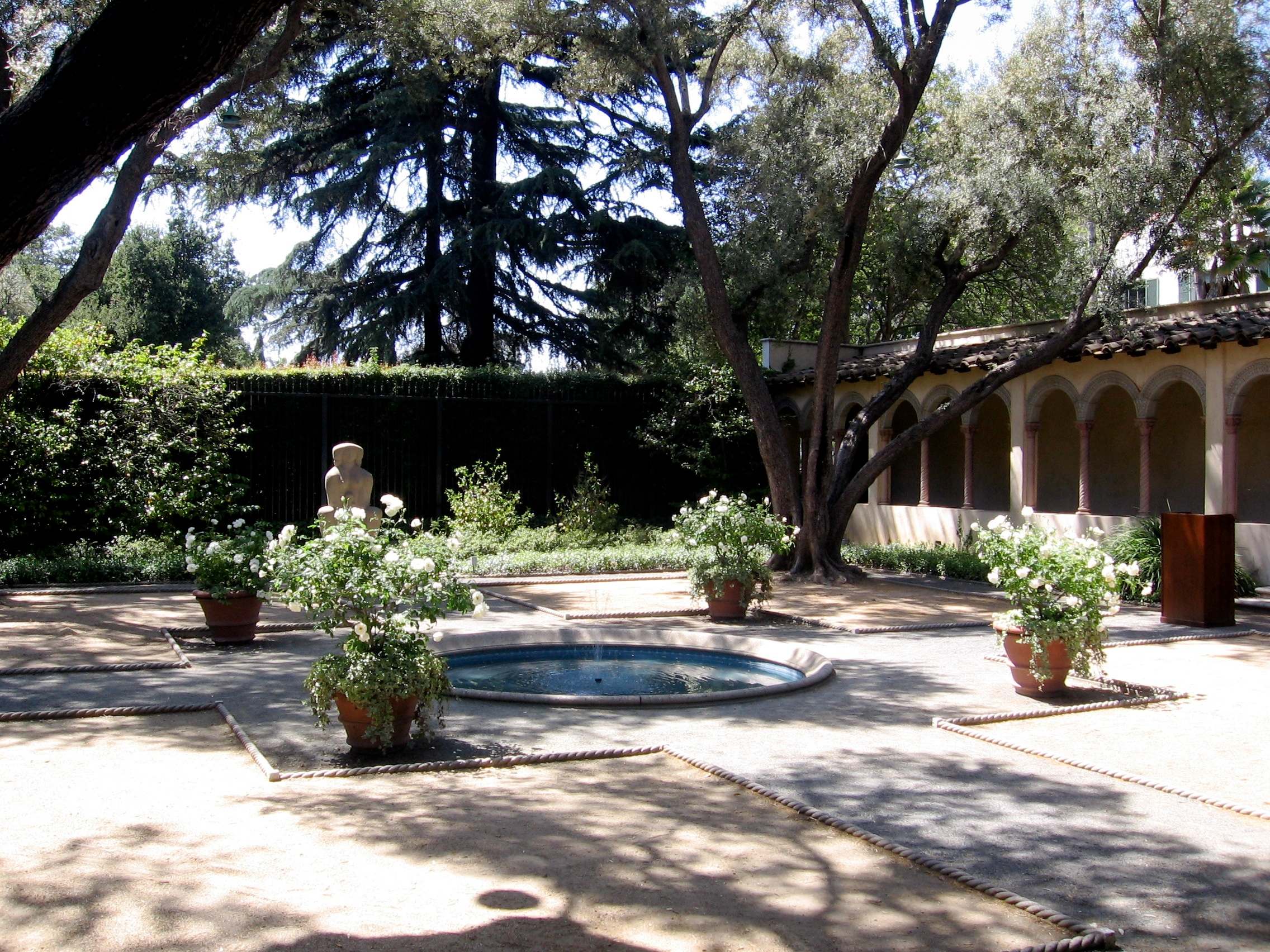
Quang cảnh hồ bơi trung tâm, khu giải trí phía bắc và điêu khắc trong Vườn Margaret Fowler tại Scripps College.